# Sigma-algebra
I matematikken er en σ-algebra (eller en sigma-algebra; sigma er et græsk bogstav) i en mængde X en ikketom samling, Σ, af delmængder af X, der er lukket under komplementdannelse og tællelig forening af samlingens elementer.
Hvis for eksempel X={a, b, c, d}, kunne en σ-algebra være Σ = { ∅, {a, b}, {c, d}, {a, b, c, d} }.
Begrebet bruges primært i definitionen af mål på X og er vigtigt i matematisk analyse og sandsynlighedsteori.

## Definition og egenskaber
En familie af delmængder, Σ, på en mængde X kaldes en σ-algebra, hvis
1. {\displaystyle X\in \Sigma }
2. {\displaystyle E\in \Sigma } {\displaystyle \Rightarrow } {\displaystyle E^{c}\in \Sigma }
3. {\displaystyle E_{1},E_{2},E_{3},...\in \Sigma } {\displaystyle \Rightarrow } {\displaystyle \cup _{n=1}^{\infty }E_{n}\in \Sigma }

Med andre ord:
En familie, Σ, af delmængder af X er en σ-algebra, hvis
1. Σ indeholder X (eller, Σ indeholder den tomme mængde)
2. Σ er lukket under komplementdannelse
3. Σ er lukket under tællelig forening

Det følger direkte fra disse aksiomer, at X og den tomme mængde er elementer i Σ, og, fra de Morgans love, at en σ-algebra også er lukket under tællelig fællesmængdedannelse.

Et ordnet par (X, Σ), bestående af en mængde, X, og en σ-algebra, Σ, på X kaldes et måleligt rum. Elementerne i en σ-algebra kaldes målelige mængder. Et mål på (X, Σ) er en funktion, der (på passende vis – se artiklen om målet) tillægger hver mængde i Σ en værdi [0,∞], og kan tolkes som et forsøg på at give mening til begrebet 'størrelse' eller 'volumen' af mængder. Man kunne måske ønske at forsyne enhver delmængde af X med en størrelse, men udvalgsaksiomet medfører, at hvis størrelsen der betragtes er standardlængden af intervaller (så intervallet [a,b] har mål b − a), findes mængder, kaldet Vitalis mængder, for hvilke målet ikke kan defineres. Af denne grund betragtes i stedet kun samlingen af delmængder af X, hvor målet er defineret, og disse mængder udgør σ-algebraen.
En funktion mellem to målrum kaldes målelig, hvis urbilledet af enhver målelig mængde under funktionen er en målelig mængde. Samlingen af målelige rum danner en kategori med de målelige funktioner som morfier.

## Frembragte σ-algebraer
Hvis U er en familie af delmængder af X kan dannes en speciel σ-algebra, kaldet σ-algebraen frembragt af U, der betegnes σ(U) og defineres som følger. Det bemærkes først, at der eksisterer en σ-algebra i X, der indeholder U; navnlig potensmængden af X. Da defineres σ(U) som fællesmængden af alle σ-algebraer, der indeholder U. Derved er σ(U) den mindste σ-algebra i X, der indeholder U. Som et simpelt eksempel betragtes X={1,2,3}. Da er σ-algebraen frembragt af delmængden {1} givet ved σ({1}) = { ∅, {1}, {2,3}, X}. Hvis frembringerfamilien kun indeholder én delmængde, A misbruges notationen ofte, og man skriver σ(A) i stedet for σ({A}).

## Eksempler
Lad X være en mængde. Da er følgende mængder σ-algebraer i X:
- Familien bestående af den tomme mængde og X (og denne σ-algebra kaldes den minimale eller trivielle σ-algebra i X).
- Hele potensmængden af X.
- Samlingen af delmængder af X, der er tællelige eller hvis komplement er tælleligt (hvilket er en mængde, der er ulig potensmængden af X hvis og kun hvis X er overtællelig.) Dette er σ-algebraen frembragt af alle singletonmængder i X.
- Hvis {Σa} er en familie af σ-algebraer i X, er fællesmængden af alle Σa igen en σ-algebra i X.

### Eksempler på frembragte σ-algebraer
Et vigtigt eksempel er Borelalgebraen i et topologisk rum, først angivet i R af Émile Borel i 1898. Denne er defineret som σ-algebraen frembragt af de åbne mængder (eller, ækvivalent, de lukkede mængder). Bemærk her, at denne σ-algebra generelt ikke er hele potensmængden. For et ikke-trivielt eksempel kan igen nævnes Vitalis mængde.
På det euklidiske rum Rn, er mængden af Lebesguemålelige mængder vigtig. Denne σ-algebra indeholder flere elementer end Borelalgebraen i Rn og foretrækkes i integralteorien, da den giver et fuldstændigt målrum.